# コミックライジン
『COMIC RIZING』（コミックライジン）は、ワニマガジン社発行の隔月成人向け漫画雑誌。『漫画エロトピア』の増刊号として1993年5月から1994年6月まで8冊を発行。第8号の巻末には「休刊のお知らせ」が掲載され、同時に新雑誌の創刊が告知されている。この新雑誌とは『COMIC快楽天』のことであり、同年9月に創刊号が発行されている。
性的表現を含む作品はあったものの、作品の主題はギャグや活劇が多く、実験的な色彩が強かった。また、直前まで刊行されていた同路線の『アクションHiP』とは作家陣がまったく異なっていた。
実質的後継誌の『COMIC快楽天』には陽気婢、SABE、加藤礼次朗、村田蓮爾らが引き継がれている。装丁デザインも『COMIC快楽天』と同じくVOLARE（関善之・星野ゆきお）が担当していた。

## 連載作品
- （表紙）（唯登詩樹）
- TRANCE（柴田昌弘）
- 2×1（陽気婢）
- どーしちゃったの!?KENにーちゃん!（永野のりこ）
- DRAGON ERASER（時坂夢戯）
- 爆絶！百鬼姫（河本ひろし）
- 涼香だいじょうぶです（田中圭一）
- 弾丸ガール（真弓大介）
- ふとんの王国（SABE）
- 男根童子（加藤礼次朗） - 兄弟作『男根平次』は中野貴雄の原作で、『COMIC快楽天』に連載された。
- スカルプ・トーク（砂倉そーいち）
- たまみスクランブル（くしなだみき）

## その他執筆陣
- 島本和彦
- 井上三太
- 村田蓮爾
- 桐生知彦
- 佐藤晋
- 岡野浩武
- 剣匠イザナム
- 椿孝四郎
- まんだ林檎
- 大棚ザラエ